# Sitatunga
Sitatunga (Tragelaphus spekii) známá také pod názvem antilopa bahenní nebo lesoň bahenní je velká antilopa obývající bažinaté území Střední Afriky. Nejhojnější je v Demokratické republice Kongo, Botswaně a Zambii. V menší míře obývá Západní Afriku. Název sitatunga pochází z bantuských jazyků subiya a tonga, jimiž mluví obvyatelé povodí řeky Zambezi. Populace ve volné přírodě se v roce 2021 odhadovala na 170 000 jedinců.

## Popis
Kohoutková výška sitatungy se pohybuje kolem 150 cm (BioLib uvádí do 110 cm ), délka těla je 122–170 cm a hmotnost 50–125 kg. Zřetelný je pohlavní dimorfismus, dospělý samec je znatelně větší než samice, má mírně stočené šroubovité rohy dlouhé 45–92 cm a liší se barvou. Zbarvení sitatung je variabilní v závislosti na lokalitě. Dospělý samec má srst šedou, šedohnědou až černou, samice a nedospělí samci rudohnědou. Obě pohlaví mají bílé znaky na obličejové části hlavy a bílé pruhy a skvrny na zbytku těla. Dospělým samcům se vyvine bílý pruh na zádech a řídká hříva. Nohy jsou dlouhé a štíhlé s dlouhými zašpičatělými rozevřenými kopýtky přizpůsobenými k pohybu ve vlhkých a bažinatých biotopech. Uši jsou středně velké. Srst je mastná, což brání promáčení.

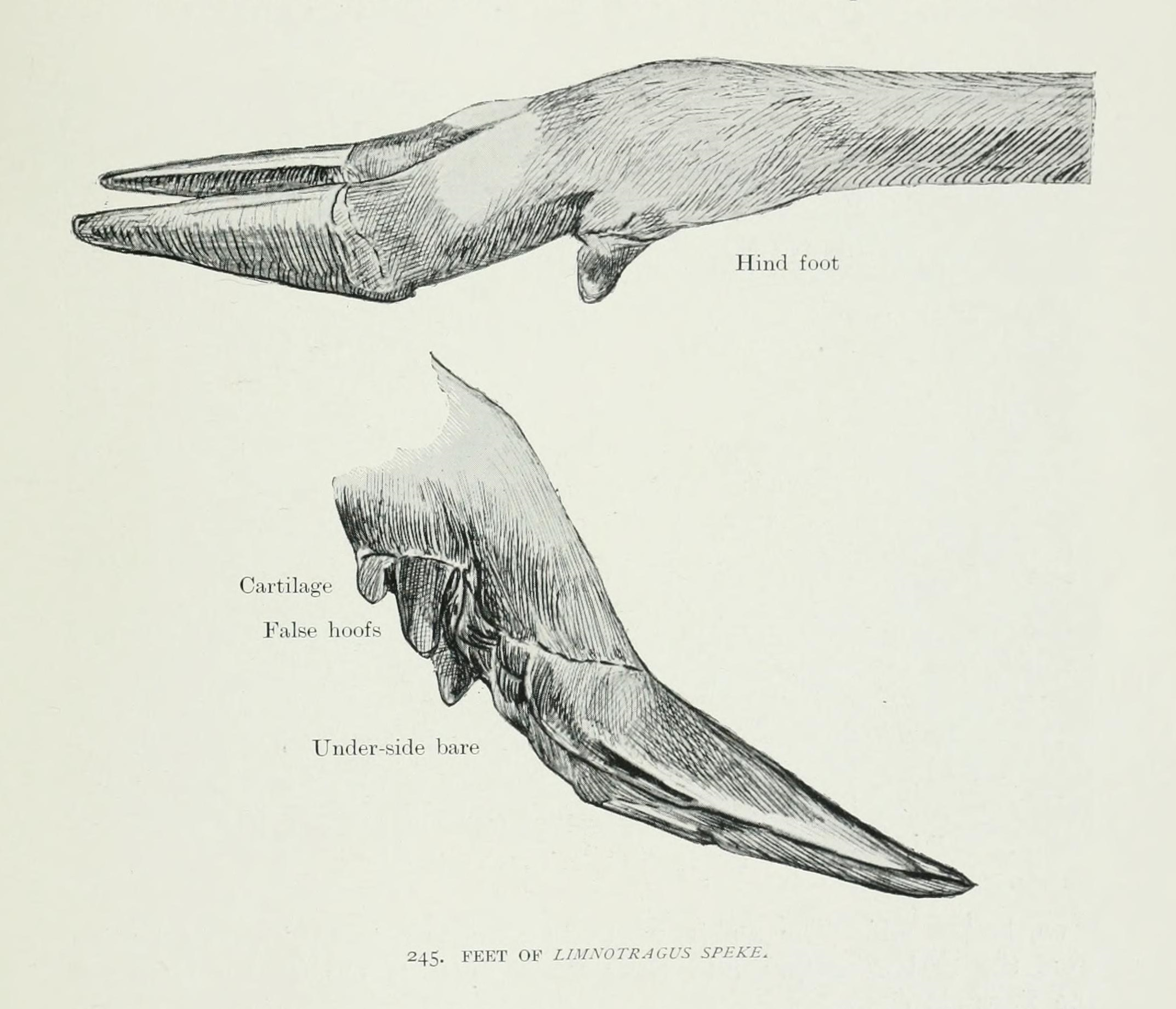
Kopyto antilopy bahenní

## Chování

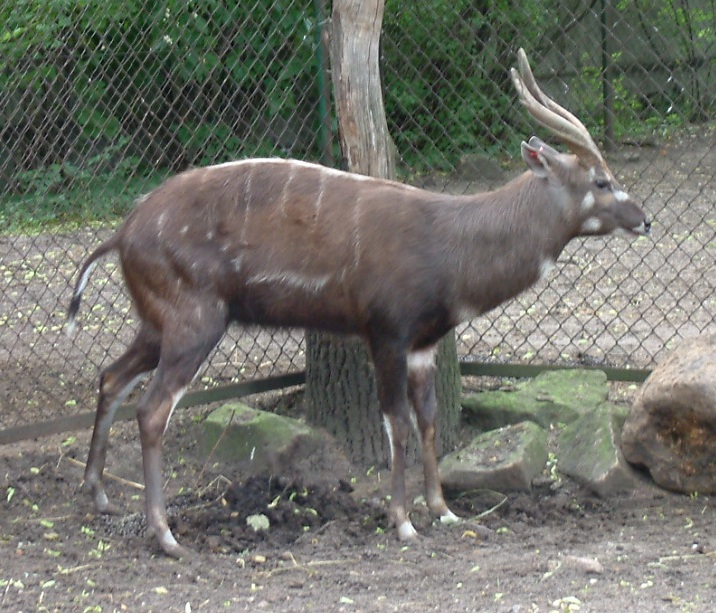
Samec

Sitatungy nejsou teritoriální. V teplejších oblastech jsou aktivní večer, v oblastech s nižší teplotou i přes den. Samci se v noci často ozývají pronikavým štěkotem, který slouží jako varovný signál nebo výzva jiným samcům, aby se vzdálili.
Samci žijí většinou samotářsky, samice v malých stádech, tvořených obvykle méně než pěti jedinci. Samci v období páření vyhledávají stáda samic – v prudkém boji o samici využívají rohů. Doba březosti samice je 225 až 247 dnů. Samice rodí na odlehlém místě
jedno mládě (vzácně dvě), které ukryje ve vysoké vegetaci na suchém trsu vegetace. Poté se vrátí ke stádu a ukryté mládě chodí kojit. Zhruba po měsíci se mládě přidá ke stádu samic. Mladým samečkům začínají přibližně ve věku čtyř měsíců růst rohy.
Mláďata zůstávají s matkou přibližně šest měsíců a učí se orientovat v bažinatém terénu. Na matce jsou méně závislá než mláďata jiných druhů antilop.

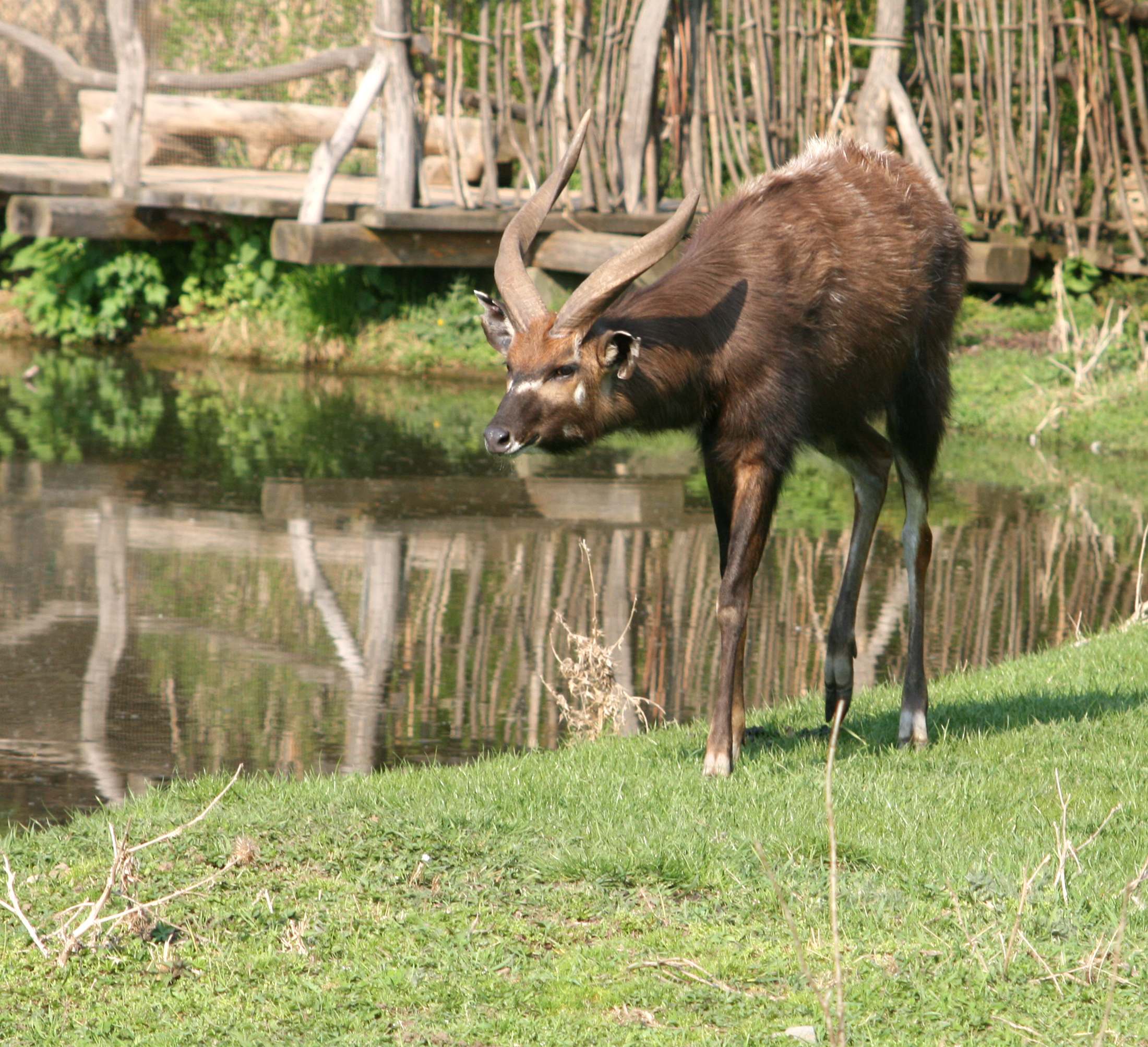
Zoo Praha

Pokud sitatunga uniká před predátorem, chová se podobně jako voduška: snaží se co nejrychleji dostat do vody, kde se může ponořit až po nozdry. (Stává se tak kořistí lovců, kteří ji loví z lodi.) Predátory jsou převážně levhart africký nebo zdivočelí psi.
Potrava se příliš neliší od potravy ostatních antilop zdržujících se poblíž vody. Tvoří ji rostliny rostoucí na suché zemi a v zamokřené půdě (tzv. hygrofyty) – různé druhy trav, bylin a listí keřů.

## Křížení
Je natolik blízce příbuzná s lesoněm (Tragelaphus scriptus), že se mohou křížit a kříženci jsou plodní.

## Poddruhy
Rozeznáváme celkem pět poddruhů:
- sitatunga západoafrická (Tragelaphus spekei gratus) P. L. Sclater, 1880
- Tragelaphus spekei larkenii St. Leger, 1931
- sitatunga středoafrická (Tragelaphus spekei selousi) W. Rothschild, 1898
- Tragelaphus spekei spekei Sclater, 1864 – syn. Tragelaphus spekii ugallae, Tragelaphus spekei ugallae Matschie, 1913
- sitatunga nkosská (Tragelaphus spekei sylvestris) Meinertzhagen, 1916

## Chov v zoo
Na počátku roku 2020 byly v Evropě chovány přibližně v 80 zoo sitatungy západoafrické (Tragelaphus spekei gratus).
V Česku chovaly tento druh sitatungy ke konci let 2017 i 2018 tři zoologické zahrady:
- Zoo Dvůr Králové
- Zoo Hodonín
- Zoo Praha

Dříve sitatungy západoafrické chovaly také Zoo Liberec, Zoo Olomouc, Zoo Plzeň, Zoo Ostrava, Zoo Ústí nad Labem a Zoo Zlín.
Na Slovensku byly na začátku roku 2020 chovány v Zoo Bratislava.

### Chov v Zoo Praha
V Zoo Praha má chov sitatungy západoafrické dlouhou tradici. První zvířata přišla v roce 1960 ze zoo v Paříži-Vincennes.
Ke konci roku 2017 bylo chováno šest samců a patnáct samic. V lednu 2018 se narodila dvě mláďata, která se podařilo odchovat – jedna samička a jeden sameček. Od počátku chovu se tak do ledna 2018 v Zoo Praha narodilo již 423 mláďat tohoto druhu. Ke konci roku 2018 bylo chováno sedm samců a 14 samic. V lednu 2019 se narodila další dvě mláďata (samice), v únoru 2019 přišel na svět samec. V březnu 2019 odjel tříletý samec do dánské Zoo Odense. V lednu 2020 se narodil sameček a dvě samičky.